# Рослинний орнамент
Рослинний або фітоморфний орнамент — це орнамент, що складається зі спрощеного зображення рослинних мотивів. Образи різних рослин передавались за допомогою кривих та прямих ліній, ритмічного повторення геометричних елементів.

## Історія виникнення
Побачити рослинний орнамент можна було в культурі скіфів та інших народів більше тисячі років тому. Однак вважається, що історія українського орнаменту квітів бере свій початок в Трипільській культурі. Відомий вчений-археолог Вікентій Хвойка знайшов сліди трипільської культури в селищі Трипілля, що на Київщині. Серед різних предметів того часу було знайдено й гарно оздоблений вишивкою одяг.

## Рослини-символи

### Гілка дуба та його листя
Дуб був священним деревом бога Перуна, який символізував чоловічу енергію, життєву силу та активний розвиток. На практиці зображення таких рослинних орнаментів здебільшого використовувалися на вишиванках для парубків та молодих дівчат.

### Гроно калини
Назва “калина” пішла від стародавнього слов’янського слова “коло”, так наші предки називали Сонце. В давні часи калина була символом вогненної трійці - Сонця, Місяця та зірок.
Орнамент з калиною виконується з акцентом на червоні ягоди та нерідко поєднується з гілками або листям дуба. Червоний колір калини символізує кров та безсмертя українського народу. Цей орнамент надає людині здоров’я, силу та красу.

### Квіти маку
Мак є надійним оберегом людини, її сім’ї та домашнього господарства від бід та злого духу. Цей український квітковий орнамент також свідчить про пам’ять загиблих воїнів, які боролися за свободу українського народу.

### Грона винограду
Рослинний орнамент виноградної грони з листям є символом сімейного щастя та благополуччя, а також може бути пов’язаний з появою нового члена родини. 
Виноград можна побачити як на вишиванках (здебільшого на Київщині та Полтавщині), так і на розшитих рушниках (Чернігівщина).

### Квіти мальви
Мальва, як український квітковий орнамент, існує не так давно. Тому сказати, що їй притаманний якийсь певний символізм поки не здається можливим. Здебільшого цей орнамент використовується виключно з декоративною метою.

### Квітки лілії з листям та бутонами
Ще один український квітковий орнамент, який не просто вражає своєю красою, а й має широкий символізм. Лілія показує чистоту, непорочність та дівочу чарівність. Часто цю квітку зображують з листям та бутонами, що символізує етапи людського буття та неперервність життя.
Лілії з хрестом можна побачити й на весільних рушниках, що демонструє благословення на щасливий та довговічний шлюб. Крапелька роси може свідчити про вагітність жінки.

### Барвінок
Цей рослинний орнамент використовувався на сорочках для молодих людей. Барвінок є символом юності, розвитку та досягнення високих цілей. Зустріти його можна й на весільних рушниках.